# وليم هربرت هنت
وليم هربرت هنت (بالإنجليزية: William Herbert Hunt)‏ هو جامع عملات أمريكي، ولد في 6 مارس 1929 في إل دورادو في الولايات المتحدة.